# Windsor Park
Der Windsor Park (voller Name: National Football Stadium at Windsor Park, durch Sponsorenvertrag offiziell Clearer Twist National Stadium at Windsor Park) ist ein Fußballstadion in der nordirischen Hauptstadt Belfast, Vereinigtes Königreich. Neben dem Fußballclub Linfield FC als Eigentümer, wird die Spielstätte von der nordirischen Fußballnationalmannschaft als Nationalstadion genutzt. Darüber hinaus ist es Austragungsort des nordirischen Pokalfinales. Zum ersten Mal im Jahr 1909, seit 1996 mit Ausnahme von 2015 ist es durchgängig Schauplatz des Endspiels.

## Geschichte
Der Platz wurde am 2. September 1905 mit einem Spiel zwischen Linfield FC und Glentoran FC (1:0) eingeweiht. Das Stadion wurde in den 1930er Jahren nach den Plänen des schottischen Architekten Archibald Leitch erbaut, welcher u. a. auch den Celtic Park, den Ibrox Park und den Hampden Park gestaltet hatte. Die Haupttribüne, mit South Stand bezeichnet, war als überdachte Tribüne mit Sitzplätzen errichtet worden. Die Gegentribüne und die östliche Tribüne, Railway End genannt, waren ebenfalls überdacht. Beide boten, ebenso wie die Spion Kop oder Kop Stand genannte unüberdachte Westtribüne, Stehplätze. Damals bot das Stadion 60.000 Zuschauern Platz. In den 1960er Jahren wurden auch in Railway End Sitze eingebaut. 1970 wurde die Lücke zwischen South Stand und Railway End mit Lounges geschlossen. Nach einem Feuer musste die völlig zerstörte Gegentribüne ersetzt werden. North Stand bietet seither auf zwei Rängen unter einem Kragträger-Dach 6800 Sitzplätze. "Kop Stand" war in einem desolaten Zustand und wurde in den späten 1990er Jahren ebenso ersetzt und bot nun 5000 Sitzplätze.

### Renovierung 2014 bis 2017
Ab dem 6. Mai 2014 wurde die Anlage für 38 Mio. £ umfangreich renoviert. Zu den Arbeiten gehörte der Neubau der Süd-, Ost- und der Westtribüne. Der Nordrang wurde neu bestuhlt. Die Flutlichtmasten wurden durch ein in das Dach integrierte System ersetzt. Im Südrang wurde ein neuer Medien- und Pressebereich sowie Räume für die Gästebewirtung und Tagungen eingerichtet. Der neue Hauptsitz des nordirischen Fußballverbandes, der Irish Football Association (IFA), wurde in die Osttribüne verlegt. Des Weiteren erhielt die Spielfläche einen neuen Rasen mit einem Drainage-System zur Entwässerung. Am 8. Oktober 2016 wurde es mit dem WM-Qualifikationsspiel 2018 gegen San Marino vor nahezu ausverkauftem Haus wiedereröffnet. Der West Stand als dritter neuer Rang wurde 2017 fertiggestellt. Die Gesamtkapazität beträgt nach den Umbauten 18.434 Zuschauer, denen Sitzplätze zur Verfügung stehen. Zu den Spielen des Linfield FC kommen durchschnittlich 2.000 bis 2.500 Zuschauer. Bei Heimspielen der nordirischen Fußballnationalmannschaft erhält der Linfield FC 15 Prozent der Zuschauereinnahmen.
Am 24. September 2019 vergab die UEFA das Spiel um den UEFA Super Cup 2021 an Belfast mit dem Windsor Park.
Am 7. Mai 2025 gaben die Irish Football Association und der Getränkehersteller Clearer Group einen Sponsorenvertrag über acht Jahre bekannt. Die Spielstätte trägt den Namen Clearer Twist National Stadium at Windsor Park.